# Cabo Sheridan
El cabo Sheridan es un cabo localizado en la costa noreste de isla Ellesmere, Canadá situado en el mar de Lincoln, uno de los brazos del océano Ártico. Es uno de los puntos de la Tierra más cercanos al polo norte, a unos 840 km al norte. El cabo Columbia, localizado a unos 140 km al noroeste, está unos 75 kilómetros aún más cerca y próximo al canal Robeson.
El cabo Sheridan fue el sitio de hibernación de Robert Peary en su última expedición para llegar al polo norte en 1908-09; el depósito de cabo Sheridan está ubicado allí.
Alert es el asentamiento humano habitado de forma permanente más septentrional del mundo, se encuentra a unos 12 km al oeste.